# Bertrand I. Halperin
Bertrand I. Halperin (Brooklyn 6 de diciembre de 1941) es Profesor Hollis de Matemáticas y Filosofía Natural del Departamento de Física de la Universidad Harvard.
Creció en Crown Heights, Brooklyn. Asistió a la Universidad de Harvard (promoción de 1961) y realizó el trabajo de graduación en la de Berkeley con John J. Hopfield (PhD 1965).
En los años 70, elaboró junto con David R. Nelson una teoría de la fusión en dos dimensiones y predijo la existencia de la fase hexática antes de que fuera observada experimentalmente por Pindak et al. en 1981.
En la década de los 80, hizo contribuciones fundamentales a la teoría del Efecto Hall cuántico entero y fraccionario.
Más recientemente, se ha interesado por las interacciones fuertes entre electrones en sistemas de baja dimensión. En 2001, recibió el Premio Lars Onsager.
En 2003, él y Anthony J. Leggett fueron galardonados con el Premio Wolf de Física.